# Herneacova

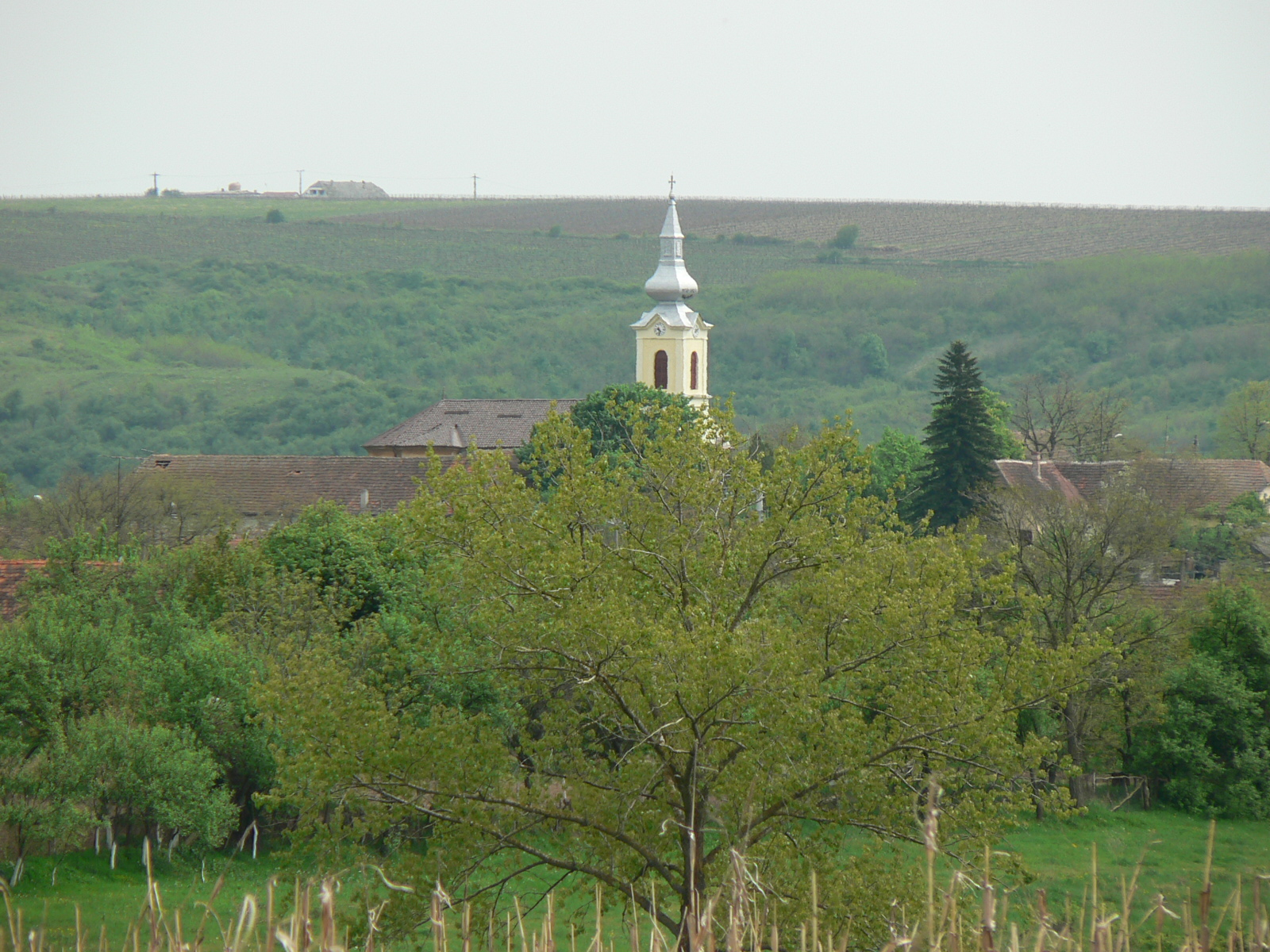
Herneacova

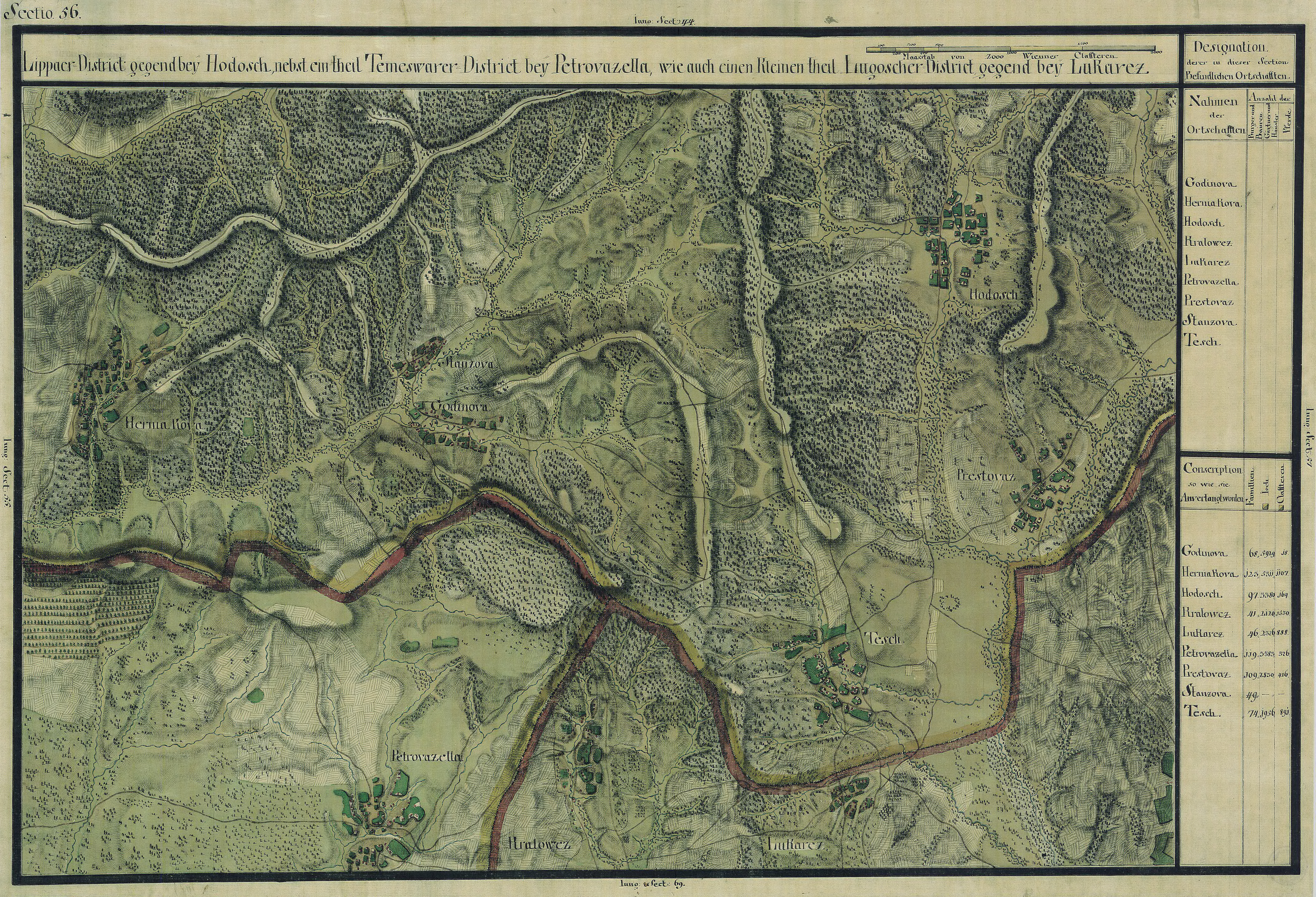
Herneacova auf der Josephinischen Landaufnahme

Herneacova (bis 1924 Iernești; deutsch Herniakowa, ungarisch Aranyág) ist ein Dorf im Kreis Timiș, in der Region Banat, im Südwesten Rumäniens. Herneacova gehört zum Verwaltungsbereich der Kleinstadt Recaș.

## Geografische Lage
Herneacova liegt nördlich von Recaș, an der Nationalstraße DN6 Timișoara-Lugoj.

## Nachbarorte
| Bencecu de Sus | Sălciua Nouă                                | Nadăș       |
| Giarmata       | Kompassrose, die auf Nachbargemeinden zeigt | Stanciova   |
| Ianova         | Recaș                                       | Petrovaselo |

## Geschichte
Im Laufe der Jahrhunderte traten verschiedene Schreibweisen des Ortsnamens in Erscheinung: 1439 Aranyaso, Aranyasa, im 15. Jahrhundert Haranag, 1808 Hernyakova, Hernjakova, 1888 Hernyakova, 1913 Aranyág, 1919 Herniacova.
Eine erste urkundliche Erwähnung stammt aus dem Jahr 1349, Aranyasa. 
Zur Zeit von Johann Hunyadi erscheint die Ortsbezeichnung Haranag.
1477 tritt der Ortsname Hernyakovczi auf. Auf der Mercy-Karte von 1723 ist Arankoszelo eingetragen, auf der Karte von 1761 Hernyakovo.
Infolge des Österreichisch-Ungarischen Ausgleichs (1867) wurde das Banat dem Königreich Ungarn innerhalb der Doppelmonarchie Österreich-Ungarn angegliedert. Die ungarische Adelsfamilie Bydeskuthy kaufte das Gut Herneacova vom Ärar. Diese siedelten ungarische und slowakische Kolonisten, römisch-katholischen Glaubens, aus Hanusfalva im Dorf an.
Der Vertrag von Trianon am 4. Juni 1920 hatte die Dreiteilung des Banats zur Folge, wodurch Herneacova an das Königreich Rumänien fiel.
Herneacova gehört dank seines Reiterhofs zu den beliebtesten Nahausflugszielen der Temeswarer. Neben Reitschule gibt es hier eine Vielzahl von Freizeitbeschäftigungen, wie z. B. eine Kutschfahrt oder eine Radtour mit dem Mountain-Bike in die nahe gelegene Hügellandschaft sowie ein Pavillon mit Grillanlage.

## Bevölkerungsentwicklung
| 1880 | 1018 | 178 | 22  | 71  | 747 |
| 1910 | 1414 | 964 | 171 | 149 | 130 |
| 1930 | 965  | 753 | 76  | 99  | 37  |
| 1977 | 653  | 583 | 31  | 4   | 35  |
| 2002 | 458  | 423 | 19  | 6   | 10  |